# چن شو (بازیگر)
چن شو (به چینی 陈澍، به انگلیسی: Chen Shu; زاده ۹ مارس ۱۹۷۷ ) بازیگر اهل چین است. وی از سال ۲۰۰۰ میلادی تاکنون مشغول فعالیت بوده است.
از فیلم‌ها یا برنامه‌های تلویزیونی که وی در آن نقش داشته است می‌توان به مریخی اشاره کرد.